# Billaea impigra
Billaea impigra là một loài ruồi trong họ Tachinidae.